# Tsubasa Nihei
Tsubasa Nihei (japanisch 二瓶 翼 Nihei Tsubasa; * 10. September 1994 in Chiba) ist ein japanischer Fußballspieler.

## Karriere
Nihei erlernte das Fußballspielen in der Jugendmannschaft vom FC Tokyo. Seinen ersten Vertrag unterschrieb er 2013 bei Mito HollyHock. Der Verein spielte in der zweithöchsten Liga des Landes, der J2 League. Für den Verein absolvierte er fünf Ligaspiele. 2015 unterschrieb er einen Vertrag bei Vonds Ichihara.